# Епізоди телесеріалу «Комісар Рекс» (дев'ятий сезон)
Дев'ятий сезон серіалу Комісар Рекс складається з тринадцяти епізодів, які вперше транслювалися в Австрії з 27 листопада 2003 року по 18 березня 2004 року.
| №  | Оригінальна назва          | Українська назва            | Дата показу       |
| -- | -------------------------- | --------------------------- | ----------------- |
| 1  | Attentat auf Rex           | Замах на Рекса              | 27 листопада 2003 |
| 2  | Wofür Kinder leiden müssen | Чому діти повинні страждати | 4 грудня 2003     |
| 3  | Ettrichs Taube             | Голуб Еттріха               | 11 грудня 2003    |
| 4  | Vitamine zum Sterben       | Вітаміни, щоб померти       | 18 грудня 2003    |
| 5  | Nachts im Spital           | Ночі у шпиталі              | 15 січня 2004     |
| 6  | Das Donaukrokodil          | Дунайський крокодил         | 22 січня 2004     |
| 7  | Mord im Gefängnis          | Смерть за ґратами           | 29 січня 2004     |
| 8  | Nina um Mitternacht        | Опівнічна Ніна              | 5 лютого 2004     |
| 9  | Schnappschuss              | Невдалий постріл            | 19 лютого 2004    |
| 10 | Die Leiche lebte noch      | Живий труп                  | 26 лютого 2004    |
| 11 | Hexen und andere Frauen    | Відьми та інші жінки        | 4 березня 2004    |
| 12 | Ein Toter und ein Baby     | Ліза і Томас                | 11 березня 2004   |
| 13 | Sein letzter Sonntag       | Його остання неділя         | 18 березня 2004   |

## Замах на Рекса
Шість років тому завдяки Рексу до в'язниці потрапив небезпечний злочинець. Опинившись на волі, він мститься Рексу, стріляючи в нього і в Марка: обидва поранені, але Рексу доводиться найважче. А Марк стикається з тим, що в нашому світі життя собаки, навіть такої чудової, як Рекса, цінується набагато нижче людського.

## Чому діти повинні страждати
На звалищі знаходять тіло маленького хлопчика, побитого до смерті. Його, як і інших дітей, нелегальних іммігрантів зі Східної Європи, "господарі" примушували красти і просити милостиню, а за спроби втекти чи відмовитися — били. Один з таких дітей — Ніколай — познайомився з дівчинкою Іріс і вирішив втекти від "господарів". Але їх обох ловлять. Марк, Ніккі і Рекс починають пошуки зниклих дітей.

## Голуб Еттріха
Літній чоловік, який займається розведенням голубів, знайдений мертвим у себе вдома. Приступивши до розслідування, Ніккі і Марк з'ясовують, що віденські голуби розносять не тільки пошту.

## Вітаміни, щоб померти
Вранці перед роботою жінка, як завжди, прийняла вітаміни. В офісі їй несподівано стало погано, і вона померла — як показав розтин, від серцевого нападу. Марк звертається до фірми-виробника вітамінів, але там заперечують будь-яку причетність до справи. Ніккі й Марк впевнені, що вони щось приховують.

## Ночі у шпиталі
Вночі з лікарні безслідно зникає пацієнт. Розслідування починає директор лікарні, після того, як знаходять тіло пацієнта. ДНК-докази свідчать про те, що це було вбивство.

## Дунайський крокодил
Серія смертей у водах Дунаю переконує Марка, що їх винуватцем є крокодил, але чи можливо це? Доктор Граф з'ясовує, що остання жертва дійсно потонула. Рекс знаходить нові докази, які повертають все з ніг на голову.

## Смерть за ґратами
Ніккі отримує листа від жінки, яка відбуває термін за співучасть у злочині. Незабаром після цього Ніккі дізнається, що жінка покінчила життя самогубством, хоча їй залишалося всього пів року до звільнення. Попри незгоду колег, Ніккі проникає у в'язницю під виглядом ув'язненої, щоб з'ясувати правду, але сама опиняється в небезпеці.

## Опівнічна Ніна
Відома радіоведуча Ніна, повертаючись з роботи пізно ввечері на авто, збиває насмерть людину. Вона говорить поліції, що це був нещасний випадок, але розтин показує, що за цією справою криється щось більше, ніж невдалий збіг обставин.

## Невдалий постріл
Катя і Матіас влаштовують фотосесію на покинутому будівництві. Через деякий час після цього там знаходять труп, а Марк знайомиться з літньою жінкою, що живе на цьому ж будівництві й знає, хто вчинив злочин.

## Живий труп
На багатого бізнесмена скоєно напад у його власному будинку. Однак злочинець не врахував одного: йому не вдалося вбити свою жертву, а тільки важко поранити.

## Відьми та інші жінки
У Відні з'явився новий серійний маніяк. Він вбиває привабливих жінок приблизно 40 років. Поряд з трупами щоразу знаходять якийсь дивний предмет — червоні туфлі або мертву мишу. Марк і Рекс розпочинають розслідування, яке з кожним днем стає все загадковіше.

## Ліза і Томас
Молодий чоловік знайдений мертвим у своїй квартирі. Напередодні він з друзями влаштував вечірку, так що тепер всі вони — під підозрою, включаючи молоду дівчину, яка чекає дитину.

## Його остання неділя
Один з мешканців притулку для людей похилого віку гине, впавши з балкона. Доктор Граф відразу ж визначає: це вбивство. Почавши розслідування, Марк і Рекс з'ясовують, що у покійного був шкідливий характер, за який його дуже не любили багато людей. Але ім'я злочинця стане для поліції справжнім сюрпризом.